# 东源井
东源井，是位于中国福建省宁德市柘荣县东源乡东源村的一个清代古建筑，2007年7月入选第七批柘荣县文物保护单位，2018年9月成为第九批福建省文物保护单位东源古建筑群的一部分。
东源井始建年代待考，现存井为清朝嘉庆十年（1805年）重修，石构长方形，井口长1.92米、宽1.4米，井深1.2米，井坪长5米、宽3.5米。现在即使通了自来水，村民依然习惯饮用此地井水。